# إدوين كوكي
إدوين كوكي (بالإنجليزية: Edwin Cooke)‏ (26 فبراير 1903 في المملكة المتحدة - 24 مايو 1978 في المملكة المتحدة) هو لاعب كرة قدم بريطاني (وحمل سابقاً جنسية المملكة المتحدة لبريطانيا العظمى وأيرلندا) في مركز الظهير. لعب مع نادي بارنسلي ونادي برينتفورد وغرانتهام تاون ‏ ونادي مانسفيلد تاون.